# Реакция Райли
Реакция Райли — реакция окисления диоксидом селена органических соединений, содержащих активированную метиленовую группу. Открыта Дж. Райли в 1932 г.

## Механизм реакции
Схема реакции Райли:
Реакцию проводят в спиртовой среде, растворах уксусной кислоты либо уксусной кислоты и бензола. Окислителем служит горячий водный раствор диоксида селена. Пример реакции Райли — окисление ацетофенона в фенилглиоксаль:
{\displaystyle {\mathsf {C_{6}H_{5}C(O)CH_{3}{\xrightarrow[{}]{SeO_{2}}}C_{6}H_{5}C(O)CHO}}}
Механизм реакции Райли: